# World of Warcraft Trading Card Game
A World of Warcraft Trading Card Game egy gyűjtögetős kártyajáték, mely a Blizzard Entertainment MMORPG, World of Warcraft nevű játékán alapul. A játékot az Upper Deck Entertainment jelentette be 2005. augusztus 18-án és adta ki 2006. október 25-én. A játékosok harcolhatnak egymás ellen vagy csatlakozhatnak másokhoz, hogy nagy raid főszörnyek ellen harcoljanak mint például Onyxia, Ragnaros vagy Magtheridon.

## Játékmenet
Ebben a játékban minden játékos egy hős lapot és egy paklit használ. A pakli szövetségesekből és egyéb támogató lapokból állhat.
A játék kezdő (starter) csomagokban és kiegészítő (booster) csomagokban vásárolható, a játékosok ezekben, fegyvereket, képességeket, páncélokat, tárgyakat, küldetéseket és szövetségeseket jelképező lapokat találhatnak. Néhány csomag tartalmazhat legendás lapokat más néven "loot lapokat" amelyek a normál lapok speciális változatai és egy lekaparós kódot tartalmaznak. Ezek a kódok az online játékban válthatóak virtuális nyereményekre. Ilyenek a speciális állatkák és hátasok.
A játékban a játékosok egyetlen hőssel kezdenek, majd lapokat játszhatnak ki a hős erősítéséhez és csapatát bővíthetik további tagokkal. Mint más hasonló játékokban itt is az ellenfél életpontjainak a 0-ra való csökkentése a cél. Viszont más játékokkal ellentétben itt nem közvetlenül a játékost érik a sebzések, hanem a hőst, a harcok egy-egy formában működnek és a sebek nem vesznek el minden kör végén, hanem a karaktereken maradnak.

## Illusztrációk
Ahogy más gyűjthető kártyajátéknál megszokhattuk, a lapok illusztrációit művészek készítik változatos stílusokkal.
Ilyen fontosabb művészek: Doug Alexander, Julie Bell, Mauro Cascioli, Matt Dixon, Alex Horley, Todd McFarlane, Jeremy Mohler, Ariel Olivetti, Dan Scott, Greg Staples, Mike Sutfin, Samwise Didier|Samwise, Boris Vallejo és még sokan mások.
Rangos helyet foglal el velük együtt a magyar Boros-Szikszai festőpáros.

## Laptípusok
Az alábbi laptípusok találhatóak meg a játékban:
- Hős (Hero) – Minden játékos egyetlen hőssel indul. A hős határozza meg, hogy milyen lapokat használhat a játékos a paklijában (például a Horda oldali hősök mellé csak Horda szövetségeseket). Minden hősnek más és más értékei vannak, ilyen például a kezdő életpontok száma, faj, osztály, specializációk és mesterségek (bőrművesség, szövés, stb.) Ezen felül minden hősnek van egy egyedi képessége amit játékonként egyszer lehet használni (majd a hőst képpel lefelé kell fordítani).
- Mester hős (Master Hero) - a hős kártyánkat játék közben lecserélhetjük egy mester hős kártyára (felfejleszthetjük). A sebzés jelzők átkerülnek hősünkről a mester hős lapra. Ezek után minden lap, ami a hősünkre hatna a mesterhősre hat.
- Helyszín (Location) - Erőforrásként funkcionáló lap, ami egyedi tulajdonságokkal bír. Legtöbb esetben jelzők gyűjtésével és felhasználásával, de van, hogy egyszerű elforgatással létrehozható képességekkel bírnak.

- Küldetés (Quest) – Speciális kártyák, amelyek erőforrásként funkcionálnak de vannak más tulajdonságaik is. A küldetések a kártyán feltüntetett feltételek végrehajtásával teljesíthetőek. Ha sikerült a játékos jutalomban részesül (mint például laphúzás) és a küldetés normál erőforrássá válik (képpel lefelé fordítással).

- Képesség (Ability) – Ezek kézből kijátszott lapok (legtöbbször költség kifizetés után) és azonnali behatással vannak a játékra. Két típusa van, a normál amely csak a saját körben és az azonnali (instant) amely szinte bármikor kijátszható. Sok képesség ikonnal rendelkezik, mely azt jelzi, hogy mely osztály számára használható a lap.

- Páncél (Equipment - Armor) – Védekező lapok, amelyek a hőst védik a sebzésektől. Miután kifizetted a költségét és játékba került, a páncélok kimerülté tehetőek minden körben. Ezáltal a védőértékükkel (DEF) csökkentve a hőst érő sebzést. A páncélok használat testrészenként korlátozva van, például egyszerre csak egy mellvért lehet játékban. A páncélok a védőértékükön kívül más hatásokkal is lehetnek a játékra.

- Fegyver (Equipment - Weapon) – Támadó lapok, amelyek a hősök közelharci és távolsági képességeit növelik és emellett más előnyökkel is járnak. Ahogy a páncéloknál is a játékosok korlátozva vannak a fegyverek használatát illetően. A páncélokkal ellentétben, a fegyverek használatának erőforrás költsége van (természetesen a kimerítés mellett). Miután a játékos kifizette ezt a költséget, a fegyver a hős támadó értékét (ATK) növeli. A legtöbb fegyver használható védekezéskor és támadáskor is, de alapvetően csak egy fegyver használható egy körben. (Bizonyos lapok ezeket módosíthatják.)
- Egyéb tárgyak (Equipment) - Az italoktól az ékszerekig rengeteg fajtájuk van. Mindegyik egyedi képességgel. Megkötés, hogy gyűrűje 2, bizsuja (trinket) 2, nyaklánca 1 lehet egy hősnek.

- Szövetséges (Alliance) – A hősök társai akik segítik a harcokban őket. A legtöbb szövetséges Horda vagy Szövetségi frakciókhoz tartozik, de vannak semleges szövetségesek is. A paklik csak a hősök frakciójával megegyező és semleges szövetségeseket használhatnak. A szövetségesek általában az erőforrás költségük kifizetésével kerülnek játékba és ott addig maradnak amíg el nem pusztulnak vagy ki nem kerülnek játékból. A szövetségesek tudnak támadni (vagy támadhatóak) és speciális erőket és tulajdonságokat birtokolhatnak.

- Kincs kártyák (Loot) – A kincs kártyák speciális verziói a normál lapoknak. Abban különböznek a normál lapoktól, hogy egy lekaparható rész van rajtuk, amely alatt egy kód található. Ezt az online játékban lehet beváltani, egyedi virtuális tárgyakért. Például hátasok vagy állatok.

Ezeken felül minden lap kijátszható erőforrás lapként (körönként egy darabos korlátozással) képpel kijátszva a meghatározott területre. Minden erőforrás egyforma és ugyanúgy használható költségek fizetésére.

## Terméktípusok
A következő termékek kaphatóak vagy bejelentettek:
- Kezdő pakli (Starter deck) – A pakli egy külön műanyag tárolóban található (UDEck box).

Tartalma:
- Egy előre összeállított fix 33 lapos pakli (ebből 1 hős). A pakli a 9 osztály egyikére épül, több fajta van de nem lehet tudni melyik van a dobozban.
- 2 db booster csomag.
- 3 db nagyméretű hős kártya.
- 1 db szabálykönyv.
A kezdőpakli a következő kiadásokból kapható (mindegyik csak a saját kiadás lapjait tartalmazza): Heroes of Azeroth ; Through the Dark Portal; March of the Legion.
- Booster csomag – 15 véletlen lap ebből 10 gyakori, 3 nem gyakori, 1 ritka vagy epic és 1 hős vagy kincs kártya. Ezeken felül minden csomag tartalmaz 1 craft kártyát amiből bizonyos darabszámot kell összegyűjteni és a cryptozoic oldalán nézheti meg mikért mit tud szerezni az adott játékos.

A boosterek minden kiegészítőhöz megtalálhatóak, viszont a March of the Legion kiadástól már 19 lap van benne, 3 extra gyakori és 1 extra nem gyakori lappal.
A March of the Legion (MotL) kiegészítőjétől kezdve egy booster már nem 15, hanem 19 lapos, vagyis néggyel több uncommon lap rejlik benne.
- Raid Paklik – A Raid paklik speciálisan csapatjátékra vannak tervezve. A World of Warcraft csapat orientált küldetéseinek élményét hozzák át a kártyajáték világába.
  - Onyxia's Lair Raid Pakli – 3 "epic raid boss" lap, 60 lapos képesség pakli, a 30lapos esemény pakli, 20 "Onyxia Whelp" jelző és egy 10 lapos kincs csomag és természetesen a speciális szabályok a paklihoz. A kincses csomagban található lapok, nem kaphatóak külön boosterekben.

## Megjelent kiadások
- Normál kiadások
  - 1. blokk
  - Heroes of Azeroth – 2006. október 25.
  - Through the Dark Portal – 2007. április 11.
  - Fires of Outland – 2007. augusztus 22.
  - Raids and Treasure Packs: Onyxia's Lair, Molten Core  Special Releases: Feast of Winterveil
  - 2. blokk
  - March of the Legion – 2007. november 21.
  - Servants of the Betrayer – 2008. április 3.
  - The Hunt for Illidan  2008
  - Raids and Treasure Packs: Magtheridon's Lair, Black Temple  Crafted: Crafted 1-14  Badge: Badge 1-4
  - 3. blokk
  - Drums of War - 2008
  - Blood of Gladiators - 2009
  - Fields of Honor
  - Special Releases: Arena Grand Melee, Drums of War Starter, Death Knight Starter
  - 4. blokk
  - Scourgewar
  - Wrathgate
  - Icecrown - 2010
  - 5. blokk
  - Worldbreaker - 2010
  - War of the Elements - 2011
  - Twilight of the Dragons - 2011
  - Promotional: Cataclysm Collector's Edition, Holiday 1-6, Class Promo 1-13
  - 6. blokk
  - Throne of the Tides - 2011
  - Crown of the Heavens - 2012
  - Tomb of the Forgotten - 2012
  - Raids and Treasure Packs: Dungeon Decks, Battle of the Aspects
  - 7. blokk
  - War of the Ancients - 2012
  - Betrayal of the Guardian - 2013
  - Timewalkers - 2012
  - Special Releases: Feast of Winter Veil 2012
  - Reign of Fire - 2013
  - 8. blokk
  - Into the Mist - 2019

## World of Warcraft nyereménytárgyak
Loot kártyákból
A normális kiadások tartalmaznak epikus lapokat, amelyek rendkívül ritkák. Ezen lapoknak lehet "loot" verziójuk, amely még ritkább. Ezeknek a loot lapoknak van egy lekaparhatós részük, amely alatt egy hosszú kód szerepel, ezt leszámítva teljesen olyan lapok, mint a normál verziójuk. A kód beváltható a Blizzard Entertainment oldalán, ahol a kódot egy egyszerűbb kódra konvertálja a választott szervertől függően. A kódos egyszer használatosak, egy karakterhez kötöttek. A tárgyat a kód használatával Landro Longshotnál egy Booty Bay-i árusnál lehet átvenni.
Az első kiadás, a Heroes of Azeroth az alábbi 3 loot kártyát tartalmazza:
- Tabard of Flame
- Hippogryph Hatchling, nem harcos állatka
- Riding Turtle, hátas normál sebességgel

## Külső hivatkozások
- wowtcg.com – A hivatalos "World of Warcraft Trading Card Game" weboldal (Angol nyelvű)
- wowkartya.hu – Magyar közösségi weboldal, paklikészítő, lap adatbázis és fórum
- WoWTCGame.com – Árak és paklikészítő (Angol nyelvű)
- WoWTCGdB.com – Kártya adatbázis (Angol nyelvű)
- Archiválva 2011. március 22-i dátummal a Wayback Machine-ben – Az új hivatalos oldala